# Una dona es rebel·la
 Una dona es rebel·la  (original: A Woman Rebels) és una pel·lícula estatunidenca dirigida per Mark Sandrich, estrenada el 1936 i doblada al català.

## Argument
Pamela és una dona anglesa de finals del segle xix que té una idees molt avançades per la seva època. Entre altres coses, no pensa casar-se, sinó que desitja desenvolupar-se com a persona. Després de moltes dificultats per trobar feina, finalment troba un lloc a la típica revista de dones sobre cuina i feines de la llar. Quan l'editor emmalalteix, Pamela comença a tractar temes com la igualtat, l'atenció a la infantesa, les cures mèdiques, i la recerca de feina. Aviat es veu convertida en líder d'un moviment per aquests temes, i a més s'haurà d'enfrontar a la difícil tasca de criar un fill sola, un l'escàndol per a la societat.

## Repartiment
- Katharine Hepburn: Pamela 'Pam' Thistlewaite
- Herbert Marshall: Thomas Lane
- Elizabeth Allan: Flora Anne Thistlewaite
- Donald Crisp: Juge Byron Thistlewaite
- Doris Dudley: Flora 'Floss', de jove
- David Manners: Tinent Alan Craig Freeland
- Lucile Watson: Betty Bumble
- Van Heflin: Lord Gerald Waring Gaythorne
- Molly Lamont (no surt als crèdits): La jove dona amb un bebè malalt

## Crítica
El realitzador d'alguns dels més famosos musicals de la parella Astaire-Rogers, va fer aquí un treball més seriós i va sortir-ne moderadament airós, amb un producte correcte dissenyat pel lluïment de la poc convencional Katharine Hepburn, intèrpret ideal de personatges inconformistes i amb independencia de criteri.